# Alysson Paradis
Pour les articles homonymes, voir Paradis (homonymie).
Alysson Paradis, née le 29 mai 1984 à Charenton-le-Pont (Val-de-Marne), est une actrice française,.

## Biographie

### Enfance
Alysson Julia Paradis et sa sœur aînée, Vanessa Chantal Paradis, nièces de l'acteur et producteur Didier Pain, passent leur enfance à Saint-Siméon en Seine-et-Marne avec leurs parents, André, peintre devenu entrepreneur créant et revendant décors et sculptures (notamment pour Disneyland Paris), et Corinne. Alysson étudie au collège Jacques-Prévert à Rebais puis au lycée Jules-Ferry à Coulommiers. Quant sa sœur, Vanessa Paradis, devient connue avec son 45 tours Joe le taxi, à seulement quatorze ans, Alysson en a trois.
Ses parents l'inscrivent à des cours de karaté, de danse et de poterie. À l'adolescence, elle apprend à jouer de la guitare basse et monte un groupe de rock avec ses amies. Elle se teint les cheveux en rouge, se les coiffe en dreadlocks et se fait des piercings[source insuffisante].

### Débuts
Alysson s'inscrit aux cours de théâtre du Laboratoire de l'Acteur auprès d'Hélène Zidi-Cheruy. Afin de les payer, elle travaille dans un restaurant. Elle prend comme agent de cinéma Marceline Lenoir qui est également celui de Vanessa.
Pour vivre, elle s'installe dans l'ancien appartement de Vanessa situé dans le Marais à Paris, en colocation avec l'actrice Florence Thomassin également sculptrice et grande amie de Vanessa depuis le tournage du film Élisa.
Elle se fait connaître du public en 2003 en participant à l'émission de Jean-Luc Delarue : Jour après jour. L'émission fait témoigner des actrices sur le thème du métier de comédienne, Alysson étant la débutante.
Rodolphe Marconi la fait tourner dans Le Dernier Jour avec Mélanie Laurent.
En 2012, elle obtient le rôle principal de la série télévisée QI pour la chaîne OCS Max. Elle joue Candice Doll, une star du cinéma pornographique, bien décidée à se lancer dans des études de philosophie. Un changement de vie qui n'est pas tout à fait du goût de ses parents, qui préfèrent la voir poursuivre dans cette carrière beaucoup plus lucrative de la pornographie. La série dure trois saisons.

### Vie privée
Elle est la compagne de l'acteur français Guillaume Gouix. En avril 2015, elle annonce attendre leur premier enfant via un cliché posté sur les réseaux sociaux. Ils deviennent parents d'un petit garçon, prénommé Marcus, né au cours de l'été 2015. En avril 2022, elle annonce sa deuxième grossesse sur Instagram. En août 2022, elle donne naissance à son deuxième enfant.

## Filmographie

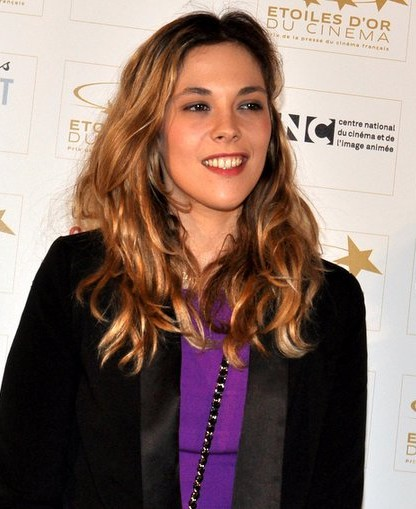
Alysson Paradis en 2011 à la cérémonie des Étoiles d'or du cinéma français.

### Cinéma

#### Longs métrages
- 2004 : Le Dernier jour de Rodolphe Marconi : Alice
- 2005 : Quand les anges s'en mêlent... de Crystel Amsalem : Judith
- 2006 : Fracassés de Franck Llopis : Célia
- 2007 : À l'intérieur de Julien Maury et Alexandre Bustillo : Sarah
- 2010 : Thelma, Louise et Chantal de Benoît Pétré :
- 2011 : Riot on Redchurch Street de Trevor Miller : Elisa
- 2010 : Camping 2 de Fabien Onteniente : Sandra
- 2011 : L'Enfance d'Icare d'Alex Iordachescu : Alice Karr
- 2011 : Riot on Redchurch Street de Trevor Miller : Astrid Angel Renaud
- 2012 : Les Mouvements du bassin de HPG : l'élève d'autodéfense
- 2013 : Hasta mañana de Sébastien Maggiani et Olivier Vidal : la jeune femme
- 2014 : Les Yeux jaunes des crocodiles de Cécile Telerman : Mylène
- 2014 : Géographie du cœur malchanceux (Geography of the Heart) de David Allain et Alexandra Billington : femme dans l'hôtel
- 2015 : Drama de Sophie Mathisen : Marie
- 2017 : J'pleure pas (Ma soeur) d'Agathe et Noëlle Giraud
- 2018 : Les Drapeaux de papier de Nathan Ambrosioni : Emma
- 2019 : Andy de Julien Weill : Mélanie
- 2020 : A Good Man de Marie-Castille Mention-Schaar : Annette
- 2022 : Alors on danse de Michèle Laroque : Sophie
- 2023 : Amore mio de Guillaume Gouix : Lola

#### Courts métrages
- 2004 : Trois gouttes d'antésite de Karine Blanc et Michel Tavares : Caroline
- 2007 : Je suis femmosexuel... et toi ? d'Olivier Casas : Christelle, la boulangère
- 2008 : Objet Trouvé de Cathy Verney et Benoît Pétré : Léa[14],[15]
- 2008 : Survivant(s) de Vincent Lecrocq : Halia
- 2009 : Unsafe de Sacha Feiner et Maxime Pasque
- 2009 : L'Île de Tibo Pinsard : Mona
- 2009 : BitterSweet Symphony de Jordi Avalos : Romane
- 2010 : Untitled Short Movie d'Antoine Lareyre: la fille
- 2010 : La Segmentation des sentiments d'Emilie et Sarah Barbault : la jeune femme
- 2010 : L'Essentiel féminin de Sophie Guillemin : l'intelectuelle
- 2010 : Le Greenboy and the Dirty Girl de Jérôme Genevray : The Dirty Girl
- 2011 : Violence elle seule d'Eric Capitaine : Justine
- 2011 : 3ème B, 4ème gauche de Stéphanie Vasseur : la jeune femme
- 2012 : Deal de Wilfried Méance : Marquise
- 2012 : Emprise de Vincent Arnaud
- 2013 : Suzanne de Wilfried Méance : Julie
- 2014 : Un jour de lucidité d'Emilie et Sarah Barbault : Lucie
- 2015 : Foudroyés de Bibo Bergeron : Hannah
- 2019 : Mon royaume de Guillaume Gouix : Anna
- 2021 : Penrose de Thomas Pédeneau : Kaja

### Télévision
- 2000 : Le Grand patron (série tv), épisode Maldonne de Dominique Ladoge : Véatriz Hatz
- 2005 : Le Cocon
- 2012-2014 : QI (série tv) : Karin Miguet / Candice Doll
- 2017 : Tensions sur le Cap Corse (téléfilm) de Stéphanie Murat : Livia Santucci
- 2019 : La Guerre des mondes (série tv) : officier Clara
- 2019 : Trauma (série tv) : Chloé
- 2020 : La Fugue de Xavier Durringer : Audrey
- 2021 : Astrid et Raphaëlle (série tv), épisode Le Paradoxe de Fermi de Frédéric Berthe : Sophia Lenoir
- 2021 : Disparu à jamais (mini série tv) de Juan Carlos Medina : Judith Conti
- 2021 : L'Invitation de Fred Grivois : Angela Maupin (OCS)
- 2022 : Et toi, c'est pour quand ? de Caroline et Éric du Potet : Emilie
- 2024 : Machine de Fred Grivois : Jeanne Fremond
- 2025 : Haut les cœurs d'Antoine Garceau : Muriel
- 2025 : Au nom d'Emma d'Ionut Teianu : Sophie
- 2025 : Super Mâles (série Netflix) de Noémie Saglio : Andréa
- 2025 : Je sais pas de Fred Grivois : Madeleine

## Théâtre
- 2014 : Nulle part à l'heure d'Alexandra Cismondi, mise en scène Alexandra Cismondi, Ciné 13 Théâtre
- 2017 : La Récompense de Gérald Sibleyras, mise en scène Bernard Murat, théâtre Edouard VII
- 2019 : Oh maman de Stéphane Guérin, mise en scène Hélène Zidi, Festival off d'Avignon
- 2023 : Le Manteau de Janis d'Alain Teulié, mise en scène Philippe Lelièvre et Delphine Piard, Le Petit Montparnasse
- 2024 : Un tramway nommé Désir de Tennessee Williams, mise en scène Pauline Susini, Théâtre des Bouffes Parisiens
- 2025 : Amis pour la vie de Bertrand Marcos, mise en scène de l'auteur, Théâtre de l’Oeuvre

## Autres activités
- En 2005, pour le 58e Festival de Cannes, Alysson fait des interviews en tant que journaliste pour le magazine Star Mag diffusé sur la chaîne câblée TPS Star[16].
- En 2006, elle est la présidente du jury d'étudiants du 17e Festival du film d'aventures de Valenciennes[17].
- Elle commente un documentaire animalier : "Castor, la force de la nature". Durée de 56 minutes.

## Distinctions

### Nominations
- Molières 2024 : Molière de la comédienne dans un second rôle pour Un tramway nommé désir